# ハリー・ポッターと不死鳥の騎士団
『ハリー・ポッターと不死鳥の騎士団』（ハリー・ポッターとふしちょうのきしだん、原題: Harry Potter and the Order of the Phoenix）は、J・K・ローリングが2003年に発表した、小説『ハリー・ポッター』シリーズの第5巻である。2007年7月20日に同じ題名で映画版が公開された。
ホグワーツ魔法魔術学校の5年生となったハリー・ポッターが、真実を受け入れようとしない魔法省と対立しながら、ヴォルデモートの謀略を阻止するまでの1年間を描く。

## あらすじ
夏休み、路地を歩いていたハリーと従兄のダドリー・ダーズリーは、突如として現れた吸魂鬼に襲われる。ハリーは守護霊の魔法を使って窮地を脱するが、魔法省は、「未成年の魔法使いは、自衛以外の魔法の使用を禁じられている」として、ハリーをホグワーツ魔法魔術学校から退学させようとする。だが、魔法省とアルバス・ダンブルドア校長の話し合いの結果、退学処分の是非については後日、魔法省で行なわれる懲戒尋問によって決定されることとなる。
その後ハリーは、自分を迎えに来た不死鳥の騎士団のメンバーとともにダーズリー家を発ち、騎士団の本部・ブラック邸に向かう。そこにはシリウス・ブラックやロン・ウィーズリーとその家族、ハーマイオニー・グレンジャーといった面々がいた。そしてその夜、ハリーは騎士団のメンバーから、ヴォルデモートが「極秘にしか手に入らないもの」を探していることを聞かされる。
1995年8月12日、ハリーの尋問が行なわれる。尋問官として、魔法大臣コーネリウス・ファッジ、魔法法執行部部長アメリア・ボーンズ、上級次官ドローレス・アンブリッジが、被告側の証人としてダンブルドアとアラベラ・フィッグが出席。結果、ハリーは自衛のために魔法を使ったことが証明され、無罪放免となる。
夏休み終盤、ロンとハーマイオニーがグリフィンドール寮の監督生に選ばれる。このため、ハリーはホグワーツ特急でふたりと別のコンパートメントに座ることになるが、レイブンクロー生のルーナ・ラブグッドと出会うきっかけになる。ホグワーツに到着すると、そこにはルビウス・ハグリッドの姿はなく、さらに「闇の魔術に対する防衛術」の教授にアンブリッジが就任していた。
アンブリッジの授業は「防衛術の理論」という本を読ませ、実技をまったく扱わないというものだった。これについてハリー、ロン、ハーマイオニーは、シリウスから「魔法省は、ダンブルドアが学生を率いて私設軍団を組織するのを阻止するため、アンブリッジを派遣して学生に闘う訓練をさせないようにしている」という話を聞く。これを受けてハーマイオニーは、学生たちで「闇の魔術に対する防衛術」の実技を学ぶこと、その教師役をハリーが務めることを提案、ダンブルドア軍団（通称DA）が結成される。一方でアンブリッジは「ホグワーツ高等尋問官」に就任し、シビル・トレローニーを停職にするなどして、魔法省の力を背景に権力を振るう。
寮対抗クィディッチ試合では、卒業したオリバー・ウッドの後任として、ロンがグリフィンドール代表チームのキーパーになる。しかしグリフィンドール対スリザリン戦の終了後、ドラコ・マルフォイがウィーズリー一家やハリーの母親を侮辱し、これに反応してドラコに殴りかかったハリーとフレッド、ジョージは、アンブリッジによって終身クィディッチ禁止令を出される。
そしてその日の午後、ハリーたち3人はついにハグリッドが戻って来たことを知り、さっそく彼のもとを訪れるが、切り傷だらけのハグリッドの姿を見て愕然とする。巨人への友好を求めに行っていたハグリッドは、その理由を話す。途中で巨人の長が変わったため、はっきりとした良い成果が出たわけではないという。半人間を憎むアンブリッジはハグリッドを解雇しようともくろんでいるため、ハリーは心配する。
後日、アズカバンから死喰い人が10人脱獄したというニュースが入り、ダンブルドア軍団にも活が入る。そのなかにはネビル・ロングボトムの両親を廃人にしたとされるベラトリックス・レストレンジも含まれていた。ハリーは、ダンブルドア軍団に参加した初恋の相手チョウ・チャンと付き合うこととなる。しかし、チョウの友人マリエッタ・エッジコムが密告したためにダンブルドア軍団の活動がアンブリッジに露見し、ハリーとチョウの関係も破局を迎える。
O.W.Lの試験（通称ふくろう、普通レベル魔法試験）の途中、ハリーはシリウスが拷問される夢を見る。アンブリッジの放逐に成功し、ハリーはロン、ハーマイオニー、ネビル、ジニー、ルーナとともに夢に出てきた魔法省の神秘部へと向かう。12個の回る部屋、謎の石のアーチの部屋、時計の部屋などを巡り、ついにハリーは「武器」である「予言」を見つけるが、同じく予言を手に入れようとする死喰い人が突入してくる。多勢に無勢で、六人の力では歯が立たない。しかし、そこに不死鳥の騎士団のメンバーが救援に駆けつける。激しい戦いの最中に、予言は砕かれる。そしてその直後、シリウスはベラトリックスの放った呪文で「ベールの彼方に」姿を消す。怒りと悲しみで見境をなくしたハリーは、ベラトリックスを殺そうとする。その後、ダンブルドアが現れ、死喰い人を捕らえて神秘部の戦いは騎士団の勝利に終わる。ハリーは逃げるベラトリックスを追い、魔法省のアトリウムで対峙するが、そこにヴォルデモート本人が現れる。ヴォルデモートはハリーのあとを追ってきたダンブルドアと決闘を繰り広げたすえに敗北し、ベラトリックスとともに逃亡する。
酷く損傷したアトリウムにはファッジをはじめとする魔法省の高官が駆けつけ、ついにファッジもヴォルデモートの復活を認める。ハリーはダンブルドアの手で校長室に移され、予言の内容を知らされる。父親が捕えられたドラコはハリーへの憎しみを燃やし、失脚したアンブリッジはホグワーツを去る。ファッジがヴォルデモート復活を公言し、魔法界がふたたび暗雲に包まれようとするなか、みずからの使命を知ったハリーは友人たちに励まされ、邪悪との対決の決意を新たにダーズリー家へ戻っていく。

## 設定
この巻では、魔法省からホグワーツに対して「教育令」が公布・施行される。
教育令第22号
ホグワーツ魔法魔術学校の校長が空席の教授職に候補者を用意することができなかった場合、魔法省がその人選を行う。
この教育令により、アンブリッジは「闇の魔術に対する防衛術」の教授に就任する。
教育令第23号
ホグワーツ高等尋問官を新たに設ける。
ホグワーツ高等尋問官は、同僚の教師を査察する権利を有し、教師たちが魔法省の要求する基準を満たしているかどうかを判断する。基準を満たしていないと判断された場合、ホグワーツ高等尋問官はその教師を停職・解雇することができる。
ホグワーツ高等尋問官に就任したアンブリッジは、シビル・トレローニーとルビウス・ハグリッド、セブルス・スネイプを停職とし、トレローニーを解雇する（ホグワーツ城から追い出そうとするが、それは校長の権限であるとしてダンブルドアに阻止される）。ただし、スネイプの停職については彼がアンブリッジの指示に従わなかったがゆえの処置である。
教育令第24号
これに則って告示された「ホグワーツ高等尋問官令」によって、ホグワーツにおける各種団体、チーム、クラブなどはいったん解散させられ、ホグワーツ高等尋問官から再結成の許可を受けなければならなくなる。なお、この省令に違反した場合は退学処分となる。
この法令が公布される2日前、魔法省が嫌う「闇の魔術に対する防衛術」の実技訓練を目的とした秘密組織（ダンブルドア軍団）が結成されており、その報告を受けたアンブリッジと魔法省が組織の解散を狙って急遽制定を図ったと思われる。
また、寮対抗クィディッチ試合の代表チームもこの省令に該当するが、このとき、スリザリン代表チームは再結成申請直後に許可が下りるのに対し、グリフィンドール代表チームはなかなか許可が下りない。
教育令第25号
ホグワーツ高等尋問官は、ホグワーツの生徒に関する処罰、制裁、特権の剥奪に最高の権限を持つ。
この省令によりアンブリッジは、ほかの教職員が命じた処罰、制裁、特権の剥奪を変更できるようになる。

## 出版と発売
『ポッター』のファンは、第4巻の発売から第5巻が発売されるまで3年間も待たされていた。第5巻の発売前に、第1巻から第4巻がすでに2億部販売され、200カ国で55の言語に翻訳されていた。このシリーズはすでに世界的な出来事であったため、本作は予約注文の新しい記録を作り上げ、2003年6月20日には本を入手しようと深夜の書店の前に数千人もの人が列を成した。警備にもかかわらず、2003年6月15日にマージーサイド州アールズタウンの倉庫から数千冊もの本が盗まれた

### 批評家の反応
『ハリー・ポッターと不死鳥の騎士団』は、大部分で肯定的な評価を受け、いくつかの賞を受賞した。2004年には、アメリカ図書館協会 ヤングアダルト向けベストブック、およびアメリカ図書館協会 注目すべき本に挙げられた。また、オッペンハイム・トイ・ポートフォリオ2004ゴールドメダルなど、さまざまな賞を獲得した。ローリングはUSAトゥデイ紙のライターであるDeirdre Donahueからその想像力を称賛された。ニューヨーク・タイムズ紙のライターであるJohn Leonardは、「『不死鳥の騎士団』はゆったりと始まり、速度を上げ、宙返りをしながらスケートボードで怒りの結末へと向かう(…)ハリーが年をとるにつれ、ローリングはより良くなっている」と述べ、この小説を称賛した。また一方、彼は「単調なドラコ・マルフォイ」や予想通りのヴォルデモート卿も批判した。
ほとんどの否定的な批評家は、小説に含まれる暴力や、この作品のいたるところで起こる道徳的な問題を懸念している。

### 以前の作品と以降の作品
『ハリー・ポッターと不死鳥の騎士団』は、『ハリー・ポッター』シリーズの第5作である。シリーズ第1作の『ハリー・ポッターと賢者の石』は1997年にブルームズベリー社から初版500部がハードカバーで出版され、そのうち300部が図書館に配布された。1997年末までに、イギリス版は全米図書賞と、ネスレ・スマーティーズ賞の9歳から11歳の部門で金賞を受賞した。第2作の『ハリー・ポッターと秘密の部屋』は1998年7月2日にイギリスで出版された。『ハリー・ポッターとアズカバンの囚人』は1年後の1999年7月8日にイギリスで、1999年9月8日にはアメリカで出版された。『ハリー・ポッターと炎のゴブレット』は2000年7月8日にブルームズベリー社とスカラスティック社から同時に出版された。『ハリー・ポッターと不死鳥の騎士団』はシリーズ中最も長い作品だが、映画は2時間18分と2番目に短い。
『不死鳥の騎士団』の出版後、シリーズ第6作『ハリー・ポッターと謎のプリンス』が2005年7月16日に出版され、発売後24時間で全世界で900万部を売り上げた。第7作にして最終作となる『ハリー・ポッターと死の秘宝』は2007年7月21日に出版された。『死の秘宝』は発売から24時間で1100万部を売り上げた。イギリスで270万部、アメリカでは830万部である。

## 翻訳
本作の最初の公式な外国語翻訳は2003年7月21日にベトナム語で発表され、22回の連載のうち1回目が公開された。ヨーロッパでの最初の公式な翻訳は、2003年9月初旬に公式出版社「Narodna Knjiga」によりセルビア・モンテネグロにおいてセルビア語で出版された。その他の言語版はその後に出版された（たとえば2003年11月にオランダ語とドイツ語で）。フランスでは英語版がベストセラーの1位になった一方で、ドイツとオランダではインターネット上で非公式の分散翻訳作業が始められた。

## 日本語版の訳題について
出版元の静山社は最初、『ハリー・ポッターと不死鳥の勲章』の仮題を発表していたが、のちに『ハリー・ポッターと不死鳥の騎士団』と改めた。
変更の原因となった "order" については多数の訳語があるため、無難に「不死鳥の勲章」として仮題を発表した。orderは「騎士団」のほか、同時にその構成員であることを示す「記章（勲章）」の意味もあり、「騎士団勲章」の意味で使われることも多い（例：ガーター勲章 / The Order of the Garter）。本シリーズにおける「マーリン勲章」も原文では「Order of Merlin」である。なお訳者あとがきによると、原作者サイドからは発売前のタイトル発表段階で訳題を求められ、上記の理由を説明し理解を得る必要があったという。
その後、原書第5巻が発売され、第4章でハーマイオニーが "secret society" （秘密同盟）の意味であると説明するなどして、作品内での意味が判明すると、訳題も変更された。

## ゲーム
エレクトロニック・アーツより5機種で発売されている。
ニンテンドーDS版、PlayStation 2版、PLAYSTATION 3版、Xbox 360版は2007年11月22日発売。Wii版は2007年8月2日に発売された。
ただし、国外ではゲームボーイアドバンス版、PlayStation Portable版が発売されており合計8つのハードで展開された。
このほかにゲームではないが、トレーディングカードシリーズが作成されている。